# Answers in Genesis

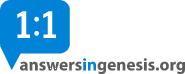

Answers in Genesis (AiG) är en kristen ideell organisation som förespråkar ungjordskreationism.

## Trosuppfattning
Answers in Genesis har som valspråk: Upholding the Bible from the very first verse ("upprätthållande Bibeln från allra första versen").
AiG förespråkar ungjordskreationism, det vill säga de tror på en bokstavlig tolkning av Bibelns skapelseberättelse i Första Mosebok. De anser att texten skall tolkas enligt en rättfram läsning i den kontext som den skrevs, och att Bibeln i en sådan tolkning är bokstavligt sann. Eftersom Bibeln enligt dem är helt sann menar de att alla vetenskapliga indicier som strider mot Bibeln per definition är osanna. De har dock en viss reservation mot att det på några ställen kan ha smugit sig in kopieringsfel av mindre betydelse. De menar också, utan vetenskapliga bevis, att syndafloden ägt rum så som den beskrivs i Bibeln och att död och blodspillan kom till som resultat av människans synd och att detta är grundläggande för behovet av frälsning genom Jesus död och uppståndelse.
Answers in Genesis är den största kreationistiska organisationen. Den grundades 1994 i Australien av Ken Ham och har sedan fått kontor i USA, Storbritannien, Sydafrika, Nya Zeeland och Kanada. Efter en splittring i organisationen har alla avdelningar, förutom de i USA och Storbritannien, bytt namn till Creation Ministries International.

## Verksamheter
Answers in Genesis publicerar material, bland annat i form av artiklar, på sin webbplats. De ger även ut tidningarna Answers Magazine och Answers Research Journal. Answers in Genesis anställda skriver också böcker.
Den 26 maj 2007 invigde Answers in Genesis ett kreationistiskt museum i Kentucky i USA, skapelsemuseet. Det öppnade för allmänheten den 28 maj 2007 och har till och med den 26 maj 2008 haft 404 800 besökare enligt Answers in Genesis själva. 2010 meddelade Answers in Genesis sin avsikt att bygga en ny attraktion, "Ark Encounter", en fullskalig tolkning av Noas ark. Efter olika förseningar meddelas att bygget ska påbörjas 2014.
I februari 2014 anordnade Answers in Genesis en uppmärksammad debatt om kreationism mellan Ken Ham och Bill Nye. Debatten väckte uppmärksamhet i media och sågs av uppskattningsvis minst tre miljoner tittare via internet.

### Officiella
- Webbplatsen Answers in Genesis
- Webbplatsen Answers in Genesis Creation Museum

### Kritiska
- Answers In Creation gammaljordskreationistisk webbplats som hävdar att de kan visa på många fel i Answers in Genesis texter
- Webbplatsen No Answers in Genesis En webbplats uttryckligen kritisk till Answers in Genesis
- National Center for Science Education
- The Talk.Origins Archive
- Barry Yeoman. "Creation Nation", The Independent Weekly